# Полчин-Здруй
Полчин-Здруй (пол. Połczyn-Zdrój), Польцин (нем. Bad Polzin) — город в Польше, входит в Западно-Поморское воеводство, Свидвинский повят. Имеет статус городско-сельской гмины. Занимает площадь 7,21 км². Население — 8485 человек (на 2013 год).

## Галерея
- Панорама города
- Замок
- Школа
- Старинное здание
- Улица 5 марта
- Церковь Св. Марии
- Парк